# Senotainia tanzaniae
Senotainia tanzaniae är en tvåvingeart som beskrevs av Zumpt 1976. Senotainia tanzaniae ingår i släktet Senotainia och familjen köttflugor.
Artens utbredningsområde är Tanzania. Inga underarter finns listade i Catalogue of Life.